# Urocystis brassicae
Urocystis brassicae är en svampart som beskrevs av Mundk. 1938. Urocystis brassicae ingår i släktet Urocystis och familjen Urocystidaceae.   Inga underarter finns listade i Catalogue of Life.